# Sadi Cassol
Sadi Cassol (Ibiraiaras, 15 de julho de 1946) é um político brasileiro filiado ao Partido Liberal (PL).

## Biografia
Vereador em Ibiraiaras e em Veranópolis no Rio Grande do Sul. Migrou para o Estado do Tocantins, onde foi eleito novamente vereador em 2000 em Palmas. Empresário, foi presidente da Associação Comercial e Industrial de Palmas.
Concorreu em 2002 como primeiro suplente de Leomar Quintanilha ao Senado Federal, que seria eleito. Neste período ocupou vários cargos na administração municipal de Palmas até 2009 quando Leomar licenciou-se do Senado para ocupar a Secretaria de Educação do Estado do Tocantins, assumindo o mandato em 22 de setembro de 2009.